# رومون، فریبورگ
شهر رومون  در بخش گلن  در ایالت فریبورگ در کشور سوئیس  واقع شده‌است که  ۳٬۸۰۰  نفر  جمعیت دارد.

## نگارخانه

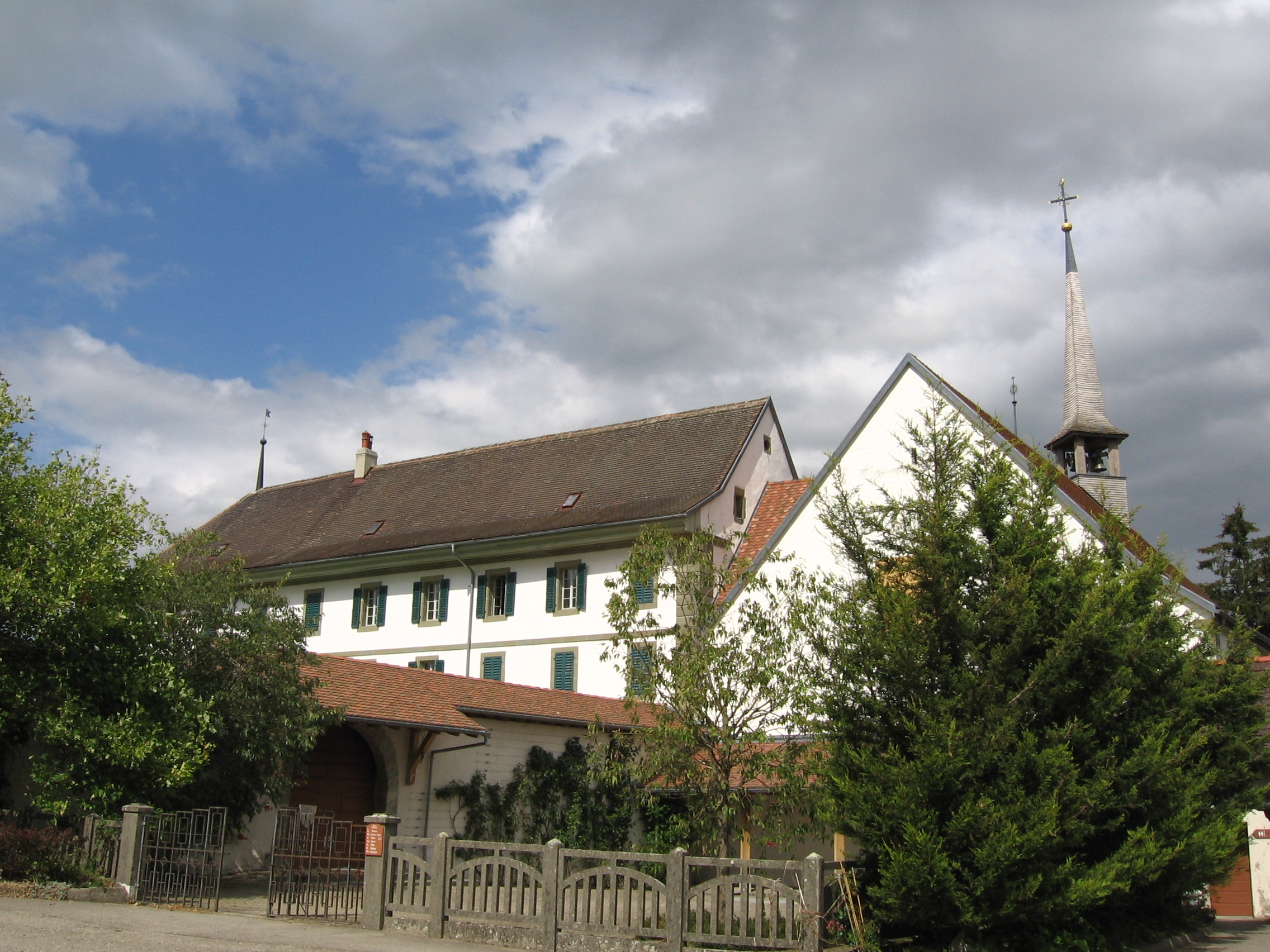
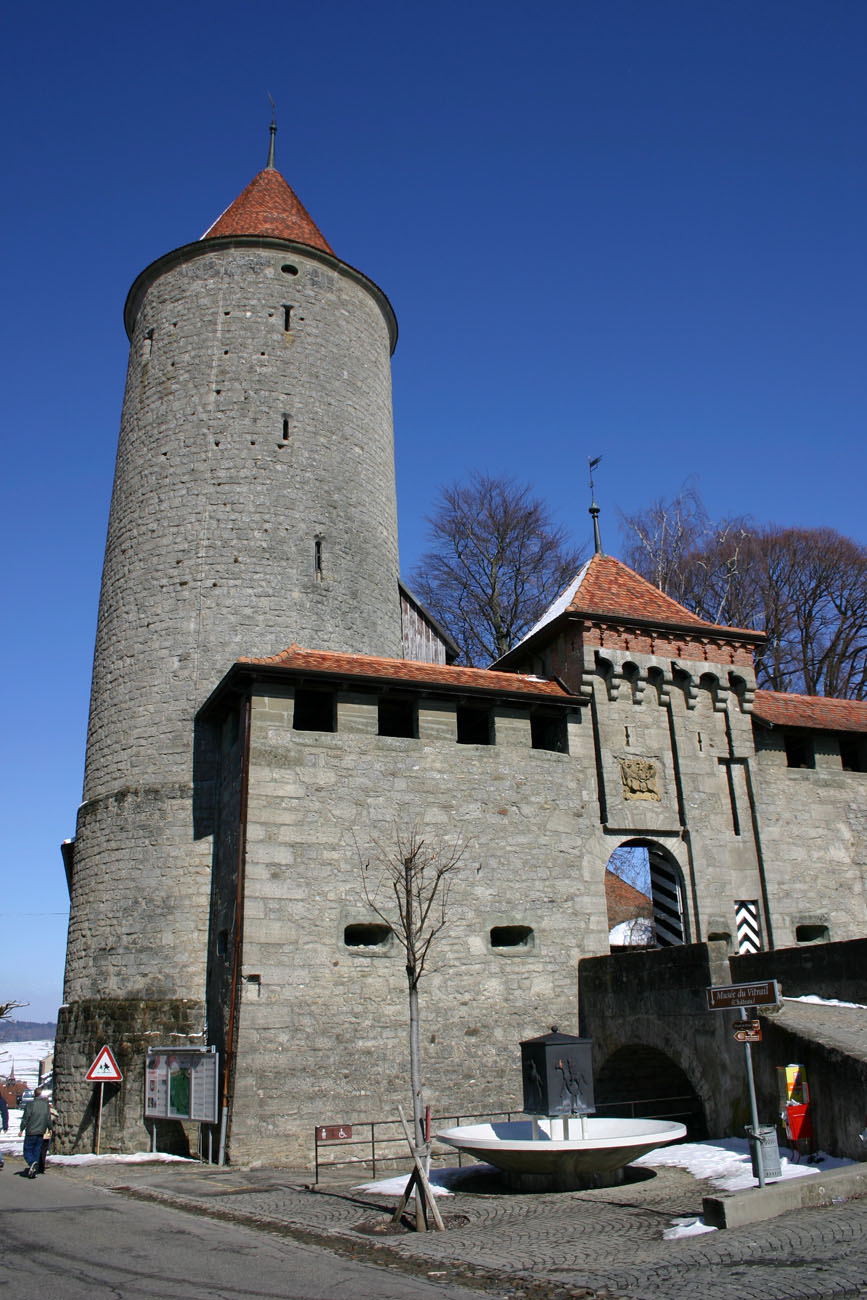
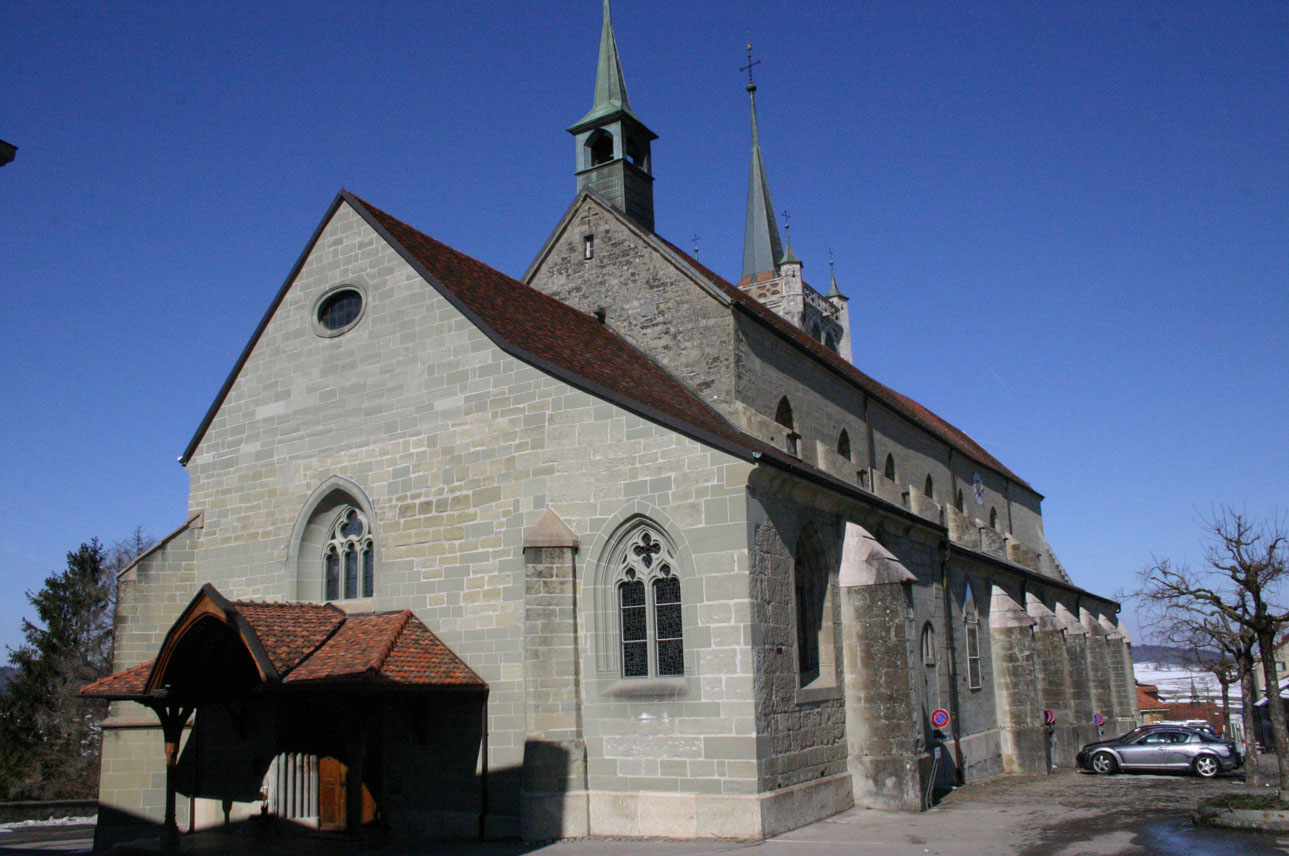
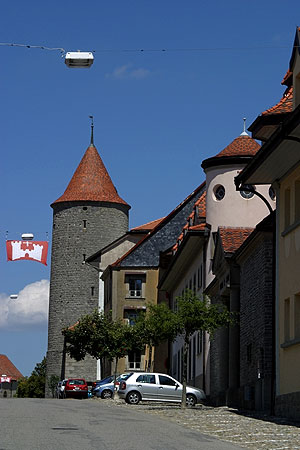